# Kusliga dalen

Kusliga dalen är området med negativ respons mot robotar som nästan ser mänskliga ut. Rörelse förstärker den emotionella responsen.

Kusliga dalen eller kuslighetens dal, på engelska uncanny valley, är en hypotes relaterad till mekaniska, men verklighetstrogna avbildningar av människor. Hypotesen säger att sådana försök till exakta avbildningar av människor – exempelvis i form av robotar – leder till att mänskliga iakttagare finner dem motbjudande. Begreppet myntades av robotteknikern Masahiro Mori.

## Hypotes
Moris hypotes säger att allteftersom en robot blir mer människolik i sitt utseende och sina rörelser, blir en människas emotionella respons till roboten mer positiv och empatisk, ända till en vändpunkt där reaktionen snabbt övergår i avsky. Men allteftersom utseende och rörelser blir mindre särskiljbara från en mänsklig varelses blir responsen positiv igen.
Det motbjudande området mellan "knappt människa" och "helt och hållet människa" är det som kallas för kusliga dalen. Namnet fångar upp idén att en robot som "nästan" är en människa kommer att verka kuslig, och därför misslyckas med att väcka den empati som krävs för produktiva människa-robot-interaktioner.

## Film och television
Robotteknikern Dario Floreano har sagt att konceptet kring den kusliga dalen tas på allvar av filmindustrin på grund av publikens negativa respons på den animerade bebisen i Pixars kortfilm Tin Toy från 1988.
Den datoranimerade filmen Polarexpressen från 2004 kritiserades av recensenter som tyckte att rollfigurerna var "obehagliga" och "kusliga".